# Dacus deltatus
Dacus deltatus är en tvåvingeart som beskrevs av White 2006. Dacus deltatus ingår i släktet Dacus och familjen borrflugor. Inga underarter finns listade i Catalogue of Life.